# Valica-Ilirija
Valica-Ilirija je prigradsko naselje u Puli koje administrativno pripada mjesnom odboru Šijana.
Valicu-Iliriju sa sjevera i istoka ograničuje Vidrijan, s juga pulska zaobilaznica (Ulica Prekomorskih brigada do čvora Šijana II i dalje Šijanska cesta prema čvoru Pula na Istarskom ipsilonu), s jugozapada San Giorgio, a sa zapada Monte Grande.
Na području Valice-Ilirije nalazili su se kopneni pogoni brodogradilišta Uljanik (Uljanik strojogradnje / TDM) gdje se prije nalazila tvornica 3 maj i carinska zona Pula.

Na ovom se području se planirao otvoriti ogromni stambeno-trgovački centar nalik na Tower centar Rijeka kojega je planirala do danas propalo poduzeće Istra iz Pule.